# 1952年平壤—江西地震
1952年平壤－江西地震（又称1952年平壤地震、1952年江西地震和1952年中和地震）是指1952年3月19日发生于朝鮮黄海北道中和郡的强烈地震。该次地震震中距离平壤约30千米（北纬38.872度，东经125.834度），震级为MW 6.3级，震源深度约为35千米。这次地震是朝鲜半岛自1902年以来震级最大的一次地震。同时，这次地震被认为是该区域内异常强烈的一次地震。美国地质调查局已將此震列入1952年显著地震列表。

## 发震背景
朝鲜半岛位于东北亚，东北部与俄罗斯相连，北隔长白山与中国相接，南隔朝鲜海峡（即对马海峡）与日本相望。1991年至1992年期間，中国两度派出工作队出访考察了朝鲜半岛历史上发生的地震。据中朝学者统计，自公元13年起，朝鲜就有了关于朝鲜半岛及其两侧海域（黄海和日本海）的地震记录，截至1980年共有2294条。根据这些史料的记载，结合现代对历史地震的分析，可初步判定在这近两千年期间，朝鲜半岛共发生5级以上地震90次左右，而6级以上地震则仅有20次左右。
根据《朝鲜地震目录》和吴戈主编的《黄海及其周围地区历史地震》，自公元13年起计，平壤于公元300年2月和502年11月分别发生过规模为5.7级和6.7级的地震，其中后者造成了民宅倒塌，同时当地上报了死者报告。除此之外，自1978年韩国气象厅开始实施地震观测以来，平壤地区被认为是朝鲜半岛地震活动最频繁的地区之一。韩国延世大学洪泰京（홍태경）教授在2016年庆州地震发生后接受采访时称，朝鲜半岛发生的地震最大规模大致为7.0级左右。

## 震害情况
在这次地震发生时，正值朝鲜战争时期。在当时，中和郡的人口约为3万。庆北大学地质系教授李政模（이정모）认为，由于时值战争时期，所以这次地震并未引起关注。

## 后续
1952年4月23日，即1952年平壤－江西地震发生后约1个月，黄海南道安岳郡发生了MW 5.6级地震，距1952年平壤－江西地震震中仅30至40千米。